# Ligne Shinkansen Jōetsu
La ligne Shinkansen Jōetsu (上越新幹線, Jōetsu shinkansen) est une ligne à grande vitesse japonaise entre Ōmiya et Niigata, appartenant à la compagnie JR East.

## Histoire
Le projet a été lancé en 1971 par le premier ministre Tanaka Kakuei originaire de Niigata. En raison de son tracé à travers une région très montagneuse, la ligne a coûté 6,3 milliards de USD. Bien que traversant des régions relativement peu peuplées, elle a été construite pour "établir des liens plus forts avec Tokyo et favoriser le développement régional".
Les circulations d'essais ont commencé en novembre 1980, et ont atteint la vitesse de 210 km/h en 1981. Le service régulier a commencé le 15 novembre 1982. Il était initialement prévu que la ligne ait son terminus tokyoïte à la gare de Shinjuku, mais pour réaliser des économies, les JNR ont finalement choisi de lui faire rejoindre la ligne existante du Tōhoku Shinkansen à Ōmiya pour arriver en tronc commun à Tokyo.
Les plans techniques de la ligne considèrent qu'elle débute à Shinjuku. Cependant, la concrétisation de ce projet nécessiterait la construction de 30 kilomètres de ligne nouvelle au départ d'Ōmiya. Bien que quelques terrains aient été achetés le long de la ligne Saikyō, aucun chantier n'a jamais eu lieu. Cependant, des tréfonds restent réservés à cette possibilité dans le secteur de la gare de Shinjuku ce qui a en particulier obligé la ligne de métro Fukutoshin à passer plus profondément.
Si le tronçon entre Ōmiya et Tokyo devait atteindre son seuil de saturation à la suite de la mise en service des prolongements des lignes Hokuriku Shinkansen entre Nagano et Kanazawa, Tōhoku Shinkansen entre Hachinohe et Aomori et Hokkaidō Shinkansen entre Aomori et Hakodate ; la ligne entre Shinjuku et Ōmiya sera probablement mise à l'étude avec ensuite un chantier qui suivra.
Des réserves ont aussi été faites pour prolonger la ligne entre Niigata et l'aéroport de Niigata.
En septembre 1991, une rame de la série 400 a atteint la vitesse de 345 km/h, et en décembre 1993, la rame expérimentale STAR21 a roulé à 425 km/h sur la ligne shinkansen Jōetsu. La vitesse maximum en service régulier est actuellement fixée à 275 km/h.

## Trains et services
Depuis le mois d'octobre 2021 :

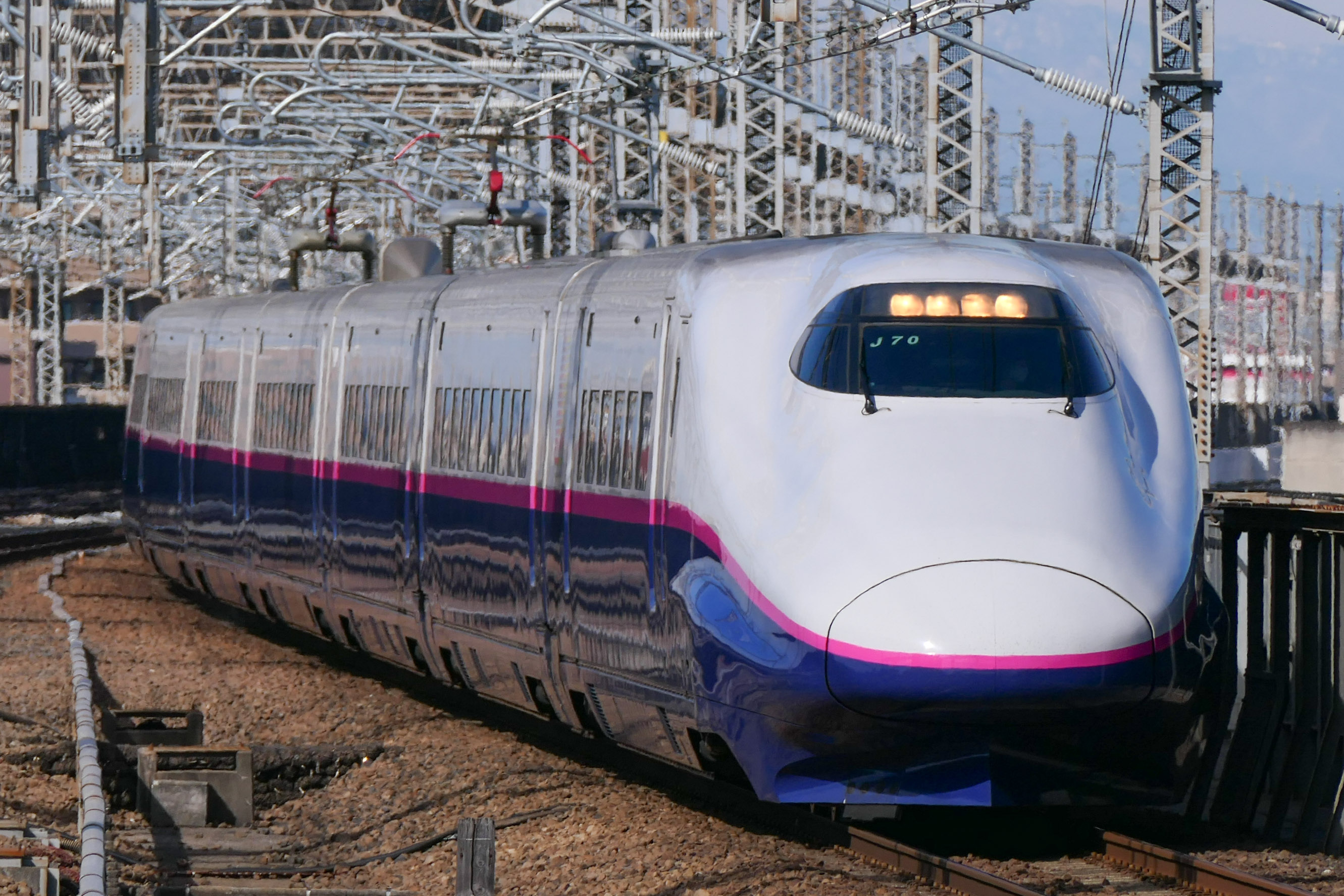
Shinkansen série E2 sur un service Toki

- Toki : rames série E2 et série E7, ancienment série 200
- Tanigawa : rames série E2 et série E7, anciennement série 200

Sauf rare exception, tous les services ont pour origine/destination la gare de Tokyo.

### Anciens services
- Asahi : rames série 200 et série E2, service abandonné en décembre 2002
- Max Asahi : rames série E1 et série E4, service abandonné en décembre 2002
- Max Toki : rames série E1 et série E4, service abandonné en octobre 2021
- Max Tanigawa : rames série E1 et série E4, service abandonné en octobre 2021

### Trafic
Dans son numéro d'octobre 1994 la revue "Japan railway & transport review" indiquait un trafic journalier de 73 000 personnes sur la ligne.

## Gares et correspondances
| Gares                   | Distance d'Ōmiya (km) | Villes       | Préfectures | Correspondances (Réseaux / Lignes) |
| ----------------------- | --------------------- | ------------ | ----------- | --- |
| Ligne Shinkansen Tōhoku |                       |              |             | |
| Tokyo 東京              | 31,3                  | Chiyoda      | Tokyo       | - JR East Shinkansen : Akita, Hokuriku, Shinkansen Tōhoku, Yamagata - JR East : Chūō, Keihin-Tōhoku, Keiyō, Sōbu, Tōkaidō, Yamanote, Yokosuka - JR Central : Chūō, Shinkansen Tōkaidō, Tōkaidō - Tokyo Metro : Marunouchi |
| Ueno 上野               | 27,7                  | Taitō        | Tokyo       | - JR East Shinkansen : Akita, Hokuriku, Tōhoku, Yamagata - JR East : Jōban, Keihin-Tōhoku, Takasaki, Tōhoku, Yamanote - Tokyo Metro : Ginza - Keisei : ligne principale                                                   |
| Ligne Shinkansen Jōetsu |                       |              |             | |
| Ōmiya 大宮              | 0                     | Saitama      | Saitama     | - JR East Shinkansen : Akita, Hokuriku, Tōhoku, Yamagata - JR East : Jōban, Kawagoe, Keihin-Tōhoku, Takasaki, Tōhoku, Saikyō - Tōbu Railway : Tōbu Urban Park                                                             |
| Kumagaya 熊谷           | 36,6                  | Kumagaya     | Saitama     | - JR East : Takasaki - Chichibu Railway : Chichibu |
| Honjō-Waseda 本庄早稲田 | 57,7                  | Honjō        | Saitama     | |
| Takasaki 高崎           | 77,3                  | Takasaki     | Gunma       | - JR East Shinkansen : Hokuriku - JR East : Agatsuma, Jōetsu, Hachikō, Ryōmō, Shin'etsu, Shōnan-Shinjuku, Takasaki - Jōshin Electric Railway : Jōshin                                                                     |
| Jōmō-Kōgen 上毛高原     | 119,1                 | Minakami     | Gunma       | |
| Echigo-Yuzawa 越後湯沢  | 151,4                 | Yuzawa       | Niigata     | - JR East : Jōetsu, branche pour Gala Yuzawa - Hokuetsu Express : Hokuhoku |
| Urasa 浦佐              | 181,0                 | Minamiuonuma | Niigata     | - JR East : Jōetsu |
| Nagaoka 長岡            | 213,8                 | Nagaoka      | Niigata     | - JR East : Shin'etsu |
| Tsubame-Sanjō 燕三条    | 237,4                 | Sanjō        | Niigata     | - JR East : Yahiko |
| Niigata 新潟            | 269,8                 | Niigata      | Niigata     | - JR East : Echigo, Hakushin, Shin'etsu |